# Octave de Bastard d'Estang
Pour les autres membres de la famille, voir Famille de Bastard d'Estang.
Pour les articles homonymes, voir Estang (homonymie).
Octave-Guillaume-Amable de Bastard d'Estang est un militaire et homme politique français né le 21 août 1831 à Enghien (Val-d'Oise) et décédé le 11 mai 1884 à Montpellier (Hérault).

## Biographie
Officier, il sort de Saint-Cyr en 1851. Il est élu représentant de Lot-et-Garonne en 1871 et siège sur les bancs monarchistes. Il est sénateur de Lot-et-Garonne de 1876 à 1879 et conseiller général du canton de Bouglon. Après sa défaite aux sénatoriales, il reprend sa carrière militaire, est nommé chef d'état-major général du 17e corps et meurt avec le grade de colonel, commandant de la brigade de cavalerie du 16e corps, en 1884.
Il est le fils d'Auguste de Bastard d'Estang et le neveu de Adélaïde-Philibert-Marthe-Victor de Bastard d'Estang et de Dominique-François-Marie de Bastard d'Estang.

## Décorations
- Officier de la Légion d'honneur (1870)[2]